# Dover, Delaware
Dover je glavni i drugi najmnogoljudniji grad američke savezne države Delaware. Također je sjedište okruga Kent i glavni grad metropolitanskog statističkog područja Dover, koje obuhvaća cijeli okrug Kent i dio je mješovitog statističkog područja Philadelphia - Wilmington - Camden, PA - NJ -DE - MD. Nalazi se na rijeci St. Jones u obalnoj ravnici rijeke Delaware. Ime mu je dao William Penn po Doveru u Kentu u Engleskoj (po kojem je okrug Kent i dobio ime). Od 2020. godine ima 39.403. stanovnika.